# Klubi Sportiv Albpetrol Patos
Il Klubi Sportiv Albpetrol Patos è una società calcistica con sede a Patos, in Albania. Attualmente milita nella Kategoria e Dytë, la terza divisione.

## Storia
Fondato nel 1947 come KS Punëtori Patos, partecipa per la prima volta in massima divisione nel 1974; nel 1992-1993 raggiunge la finale di Coppa d'Albania, dove viene sconfitta per 1-0 dal Partizani Tirana. Il concomitante titolo nazionale vinto dagli avversari permette all'Albpetrol di accedere alla successiva Coppa delle Coppe. L'avventura in Europa non è fortunata e si conclude subito al turno preliminare contro il Balzers, squadra del Liechtenstein.

## Rosa 2015/16
| N. |                    | Ruolo | Calciatore              |
| -- | ------------------ | ----- | ----------------------- |
| 1  | Albania (bandiera) | P     | Marjus Kapaj            |
| 2  | Albania (bandiera) | D     | Romeo Derka             |
| 3  | Albania (bandiera) | D     | Xhulian Arapi           |
| 4  | Albania (bandiera) | D     | Renato Naci             |
| 5  | Albania (bandiera) | D     | Ledian Mbyeti (Captain) |
| 7  | Albania (bandiera) | C     | Jurgen Hidersha         |
| 8  | Albania (bandiera) | C     | Edison Kapo             |
| 9  | Albania (bandiera) | C     | Fabio Dhrami            |
| 10 | Albania (bandiera) | C     | Redian Hatia            |

| N. |                    | Ruolo | Calciatore        |
| -- | ------------------ | ----- | ----------------- |
| 13 | Albania (bandiera) | A     | Dalip Cemeri      |
| 14 | Albania (bandiera) | A     | Romario Prifti    |
| 6  | Albania (bandiera) | D     | Ganiel Liçka      |
| 11 | Albania (bandiera) | A     | Medion Dylja      |
| 12 | Albania (bandiera) | P     | Renaldo Baba      |
| 15 | Albania (bandiera) | D     | Xhuljano Ferko    |
| 18 | Albania (bandiera) | C     | Saimir Idrizi     |
| 19 | Albania (bandiera) | C     | Aleksandër Dhrami |
| 20 | Albania (bandiera) | D     | Klajdi Rakipaj    |

## Albpetrol nelle coppe europee
| Stagione | Competizione      | Turno       | Nazione                  | Avversario | Andata | Ritorno | Totale |
| -------- | ----------------- | ----------- | ------------------------ | ---------- | ------ | ------- | ------ |
| 1993-94  | Coppa delle Coppe | Preliminare | Liechtenstein (bandiera) | FC Balzers | 1-3    | 0-0     | 1-3    |

In grassetto le gare casalinghe

## Palmarès

### Competizioni nazionali
- Kategoria e Parë: 1

1973-1974
- Kategoria e Dytë: 3

1962-1963, 1964-1965, 2012-2013

### Altri piazzamenti
- Coppa d'Albania:

Finalista: 1992-1993
- Kategoria e Parë:

Secondo posto: 1965-1966, 1991-1992, 1998-1999
- Kategoria e Dytë:

Terzo posto: 2017-2018 (gruppo 2)